# Kakrala
Kakrala es una ciudad y municipio situada en el distrito de Badaun en el estado de Uttar Pradesh (India). Su población es de 37986 habitantes (2011). Se encuentra a 14 km de Badaun.

## Demografía
Según el  censo de 2001 la población de Kakrala era de 32380 habitantes, de los cuales el 53% eran hombres y el 47% eran mujeres. Kakrala tiene una tasa media de alfabetización del 43%, inferior a la media nacional del 59,5%: la alfabetización masculina es del 48%, y la alfabetización femenina del 37%.